# Río Forrahue
El río Forrahue es un curso natural de agua que nace al oeste de la ciudad de Puerto Octay en la Región de Los Lagos y fluye con dirección general oeste hasta desembocar en el río Negro (Rahue) en la misma ciudad de Río Negro
(No debe ser confundido con el estero Forrahue afluente del río Pilmaiquén poco antes de su desembocadura en el río Bueno, ni con el estero Forrahue que desemboca en el río Rahue aguas abajo de la ciudad de Osorno.)

## Caudal y régimen
La cuenca del río Bueno tiene un régimen pluvial, con importantes crecidas en los meses de lluvia. Sin embargo, es posible advertir una leve influencia nival en la parte alta de la cuenca, en los afluentes del lago Ranco, los ríos Calcurrupe y Nilahue, y en el río Coihueco.: 21 

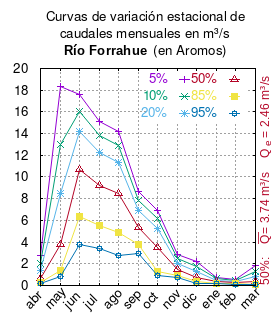
Curvas de variación estacional del río Forrahue en Aromos.

El caudal del río (en un lugar fijo) varía en el tiempo, por lo que existen varias formas de representarlo. Una de ellas son las curvas de variación estacional que, tras largos periodos de mediciones, predicen estadísticamente el caudal mínimo que lleva el río con una probabilidad dada, llamada probabilidad de excedencia. La curva de color rojo ocre (con {\displaystyle {\color {Red}\vartriangle }}) muestra los caudales mensuales con probabilidad de excedencia de un 50%. Esto quiere decir que ese mes se han medido igual cantidad de caudales mayores que caudales menores a esa cantidad. Eso es la mediana (estadística), que se denota Qe, de la serie de caudales de ese mes. La media (estadística) es el promedio matemático de los caudales de ese mes y se denota {\displaystyle {\overline {Q}}}. 
Una vez calculados para cada mes, ambos valores son calculados para todo el año y pueden ser leídos en la columna vertical al lado derecho del diagrama. El significado de la probabilidad de excedencia del 5% es que, estadísticamente, el caudal es mayor solo una vez cada 20 años, el de 10% una vez cada 10 años, el de 20% una vez cada 5 años, el de 85% quince veces cada 16 años y la de 95% diecisiete veces cada 18 años. Dicho de otra forma, el 5% es el caudal de años extremadamente lluviosos, el 95% es el caudal de años extremadamente secos. De la estación de las crecidas puede deducirse si el caudal depende de las lluvias (mayo-julio) o del derretimiento de las nieves (septiembre-enero).

## Historia
Francisco Solano Asta-Buruaga y Cienfuegos escribió en 1899 en su obra póstuma Diccionario Geográfico de la República de Chile sobre el río:
Forrahue.-—Riachuelo, afluente del Río Negro de Osorno.